# Franco Gabrielli
Franco Gabrielli (Viareggio, 13 febbraio 1960) è un prefetto, dirigente pubblico e poliziotto italiano.
Nato a Viareggio, ha vissuto nel Comune di Montignoso  (MS) fino al conseguimento della Laurea, con i genitori  e la sorella. Lo stesso comune , infatti, lo ha poi nominato cittadino onorario.
Già direttore del SISDE e dell'AISI, prefetto dell'Aquila, capo del Dipartimento della protezione civile e prefetto di Roma, dal 29 aprile 2016 al 28 febbraio 2021 ha ricoperto l'incarico di capo della polizia - direttore generale della pubblica sicurezza.
Dal 1º marzo 2021 al 22 ottobre 2022 è stato inoltre sottosegretario di Stato alla Presidenza del Consiglio dei ministri e Autorità delegata per la sicurezza della Repubblica del governo Draghi.

## Biografia
Ha conseguito il diploma presso il liceo classico Pellegrino Rossi di Massa, e si è laureato in Giurisprudenza all'Università di Pisa. Successivamente è entrato in Polizia, vincendo il concorso per vice commissario nella Polizia di Stato.

### In polizia
Divenuto funzionario della Polizia di Stato ,nel 1987 ha lavorato nella DIGOS di Imperia e dal 1990 in quella di Firenze. Si è distinto poi in numerose esperienze investigative: alle indagini del 1993 sulle stragi di via dei Georgofili a Firenze e di via Palestro a Milano, la gestione dell'ufficio di protezione per i pentiti di Cosa nostra.
Nel 1996 è passato al servizio centrale di protezione della Direzione centrale della polizia criminale. Nel 2001 è diventato capo della DIGOS per la questura di Roma, dove lavorava dal 2000. Il 23 ottobre 2003 è stato promosso a dirigente superiore per il contributo nell'indagine contro le Nuove Brigate Rosse. Ha quindi lavorato alla Direzione centrale della polizia di prevenzione dal 2004.
Dal 2005 è stato direttore del "Servizio Centrale Antiterrorismo" della Direzione centrale della polizia di prevenzione del Ministero dell'interno. Nel luglio dello stesso anno ha contribuito all'arresto di Hamdi Adus Isaac, uno degli autori degli attentati di Londra del 7 luglio 2005.

### Nei servizi
Nominato prefetto il 16 dicembre 2006, è stato direttore del SISDE, il servizio segreto civile italiano fino a ottobre 2007.
In quella data l'agenzia è stata sostituita dall'AISI, intelligence interna che ha continuato a guidare fino al 15 giugno 2008, quando è stato posto a disposizione.

### Prefetto
Nell'anno accademico 2008-2009 è stato docente di analisi criminale presso la facoltà di psicologia dell'Università dell'Aquila. Il 6 aprile 2009 il Consiglio dei ministri lo ha nominato prefetto dell'Aquila. Dal 1º maggio 2009 al 31 gennaio 2010 è stato anche vice commissario vicario dell'emergenza Abruzzo, al fianco del commissario Guido Bertolaso.
Dal 15 maggio al 12 novembre 2010 Gabrielli è stato vicecapo del Dipartimento della protezione civile, responsabile per l'area tecnico amministrativa e per la gestione delle risorse aeree.

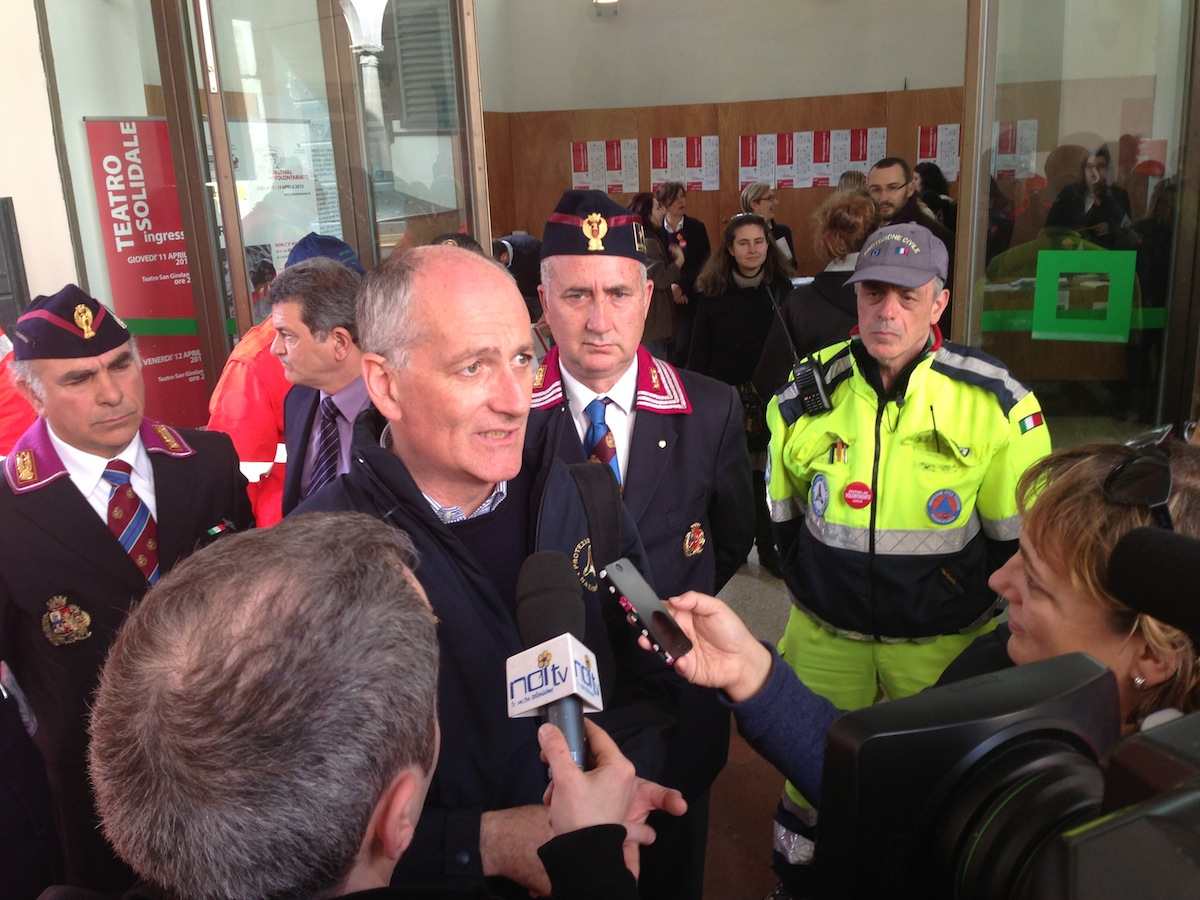
Gabrielli nel 2013 in veste di capo del Dipartimento della protezione civile

Dal 13 novembre 2010 ha assunto l'incarico di capo del Dipartimento della protezione civile nazionale, al posto di Guido Bertolaso, che due giorni prima era andato in pensione. Dopo le vicende legate agli appalti della Protezione Civile della gestione Bertolaso, Gabrielli ha sottoscritto un accordo con la Consip, la centrale acquisti nazionale, per facilitare - sotto la guida strategica della Protezione Civile - gli approvvigionamenti di gestione delle emergenze, secondo i migliori standard internazionali del cosiddetto emergency procurement.
Dal 7 aprile 2011 al 31 dicembre 2012 è stato commissario delegato del governo per l'emergenza immigrazione dal Nordafrica. Il 30 dicembre 2011, il Presidente del Consiglio Mario Monti lo ha confermato nell'incarico di capo del Dipartimento della protezione civile. Il 20 gennaio 2012 è stato nominato Commissario delegato per l'emergenza conseguente al naufragio della motonave Costa Concordia, avvenuto la sera del 13 gennaio nei pressi dell'Isola del Giglio. La gestione dell'emergenza, cui ha posto fine la delibera del Consiglio dei ministri del giorno 8 agosto 2014, si è sostanziata nel coordinamento delle attività pubbliche volte al controllo dell'azione del privato (armatore: Carnival ed assicuratori: P&I) cui era demandata la rimozione della nave. La nave è giunta nel porto di Pra' (Genova) il giorno 27 luglio 2014, dopo 4 giorni di navigazione.
Dal 20 maggio al 29 luglio 2012 ha coordinato gli interventi emergenziali, conseguenti al sisma che ha colpito i territori delle province di Modena, Ferrara, Reggio Emilia, Bologna, Mantova e Rovigo. Nell'occasione, stante il decreto legge 59/2012 che ha riformato la protezione civile, ha emanato le ordinanze necessarie alla gestione della prima emergenza, una delle principali novità del nuovo assetto normativo.
Il 7 giugno 2013, il Presidente del Consiglio Enrico Letta lo conferma nell'incarico di capo del Dipartimento della protezione civile e anche il Presidente del Consiglio Matteo Renzi lo conferma nell'incarico il 9 aprile 2014.
Il 2 aprile 2015 il governo Renzi lo nomina prefetto di Roma. Il 27 agosto 2015, in vista del Giubileo, lo stesso Renzi gli affida inoltre "il compito [...] di realizzare il necessario “raccordo operativo” tra le varie Istituzioni interessate".

### Capo della polizia e sottosegretario
Il 29 aprile 2016 viene nominato, dal Consiglio dei ministri, come capo della Polizia.
Lascia l'incarico quando, nel Consiglio dei ministri del 24 febbraio 2021, è nominato sottosegretario alla presidenza del consiglio nel governo Draghi, con delega alla sicurezza della Repubblica, giurando il 1º marzo. Riceve, dopo l'istituzione dell'Agenzia per la cybersicurezza nazionale, anche la delega alla cybersicurezza. Cessa dall'incarico di governo il 22 ottobre 2022.
Il 1º luglio lascia, anticipatamente, l'amministrazione dell'interno.
Il 2 ottobre 2023 inizia l'incarico di professor of practice in public management presso la SDA Bocconi di Milano.
Dal 29 ottobre 2024 è Membro del Consiglio Direttivo di UNICEF Italia.

### Incarico per il comune di Milano
Dal  2 ottobre 2023 al 6 febbraio 2025 è stato delegato alla sicurezza e coesione sociale del comune di Milano,  nominato, dal sindaco di Milano Giuseppe Sala.

## Vita privata
Il 24 giugno 2017 si è sposato con la responsabile dell'Ufficio Emergenze della protezione civile, Immacolata (detta Titti) Postiglione, dopo aver divorziato dalla precedente moglie, la dott.ssa Paola Mannella, già Prefetto e dirigente della polizia di Stato presso il ministero dell' Interno. Dal matrimonio precedente, ha avuto tre figli: Francesco, Federico e Fabio.

## Onorificenze e riconoscimenti

### Onorificenze italiane
È cittadino onorario di Capitignano (AQ), Cagnano Amiterno (AQ), Crevalcore (BO), Montignoso (MS), Stazzema (LU), Ravenna, Vigarano Mainarda (FE), San Felice sul Panaro (MO), Isola del Giglio (GR), Cingoli (MC), Torri del Benaco (VR).
Firenze, 7 giugno 2021 - Il Sindaco Dario Nardella, ha conferito la più alta onorificenza cittadina, il Fiorino d'oro, a Gabrielli, "straordinario esempio di servitore dello Stato, un esempio per tutti e per l'intera società che oggi più che mai ha bisogno di trovare dei punti di riferimento nelle Istituzioni".

### Onorificenze accademiche
Università degli studi di Udine - Laurea magistrale ad honorem in Comunicazione multimediale e tecnologie dell'informazione - 

--    15 novembre 2021

### Riconoscimenti
Il 3 luglio 2015 è stato nominato Disaster Risk Reduction Champion da Margareta Wahlström, Segretario Generale UNISDR (United Nations Office for Disaster Risk Reduction), per il suo impegno nel far progredire in Italia la cultura della riduzione dei rischi da disastri.
Dal 23 ottobre 2015 è Confratello Onorario della Venerabile Misericordia di Firenze.

## Pubblicazioni
- Investigare. Manuale pratico delle tecniche di indagine (con Antonio Manganelli), Padova, CEDAM, 2007. ISBN 978-88-13-27559-4
- Naufragi e nuovi approdi-dal disastro della nave Concordia al futuro della Protezione Civile (con Francesca Maffini) ed. Baldini+Castoldi, Gennaio 2022. ISBN 978-88-9388-470-9
- La Cultura della Sicurezza - Istituzioni e Comunità nella gestione di crisi ed emergenze (con Elisabetta Trinchero) ed. Egea, Giugno 2025. ISBN 978-88-238-3884-0